# Стефан Митровић (ватерполиста)
Стефан Митровић (Београд, 29. март 1988) бивши је српски ватерполиста, вишеструки олимпијски, светски и европски шампион.

## Каријера
Ватерполо је почео да тренира са шест година, јер га је отац често водио на базен. Срећом по обе стране, одабрао је ВК Партизан. Са 18 година је заиграо за први тим Партизана у којем је провео наредних седам година. За то време освојио је све трофеје са клупске ватерполо сцене - Првенство и Куп Србије, Евролигу, Суперкуп Европе и Евроинтер лигу. Из Партизана је отишао са 24 године као зрео играч и човек спреман да напредује у другим клубовима и лигама.
Отишао је у Мађарску и потписао уговор са Солноком. За три године играња, освојио је Првенство и Куп Мађарске у сезони 2014/2015. Годину дана касније преселио се у Будимпешту и заиграо за један од највећих мађарских клубова - Ференцварош. Нове три године у мађарском ватерполу приказале су најбоље од Митровића који је, као и са Партизаном освојио све медаље ватерполо клупске сцене. У сезонама 2016/2017 и 2017/2018 освајао је ЛЕН Куп Европе, а у сезони касније отишли су и корак даље. У најелитнијем ватерполо такмичењу за клубове, Лиги шампиона тријумфовали су 2018/2019. Исте године освојио је домаћа такмичења у Првенству и Купу.
Од почетка сезоне 2019/2020 потписао је уговор са грчким Олимпијакосом.

## Репрезентација
Од 2007. је почео да осваја медаље у српском тиму. Дебитовао је у Берлину на завршном турниру Светске лиге и окитио се златом. На истом такмичењу играо је и наредне године, али га није било на списку за Европско првенство и Олимпијске игре. Од 2009. је сталан члан, до сада је одиграо 253 утакмице и постигао 280 голова.

### Олимпијске игре
На највећем спортском такмичењу први пут је заиграо у Лондону 2012. и стигао до трећег места и бронзане медаље. Наредне Олимпијске игре у Рију дочекао је са пуно више играчког искуства и минутаже и стигао до злата.
Тренутно је члан Олимпијакоса. Са репрезентацијом Србије освојио је златну медаљу на Светском првенству 2009. у Риму и бронзану медаљу на Европском првенству у ватерполу 2010. у Загребу. На Олимпијским играма у Рију 2016. са репрезентацијом Србије је освојио златну медаљу. У финалу одиграном 20. августа постигао је један гол. После Олимпијских игара у Токију које су требале бити одржане 2020. најавио је крај каријере.

### Светска првенства
Био је на списку учесника Светског првенства 2009, отпутовао са репрезентацијом и одиграо једну утакмицу, на отварању првенства. Због инфекције пљувачних жлезда морао је да се врати за Београд, али је медаља ипак стигла! На наредном првенству у Шангају 2011. освојио је сребро. У Барселони 2013. био седми са девет постигнутих голова. Ипак, у Казању 2015. све се посложило! Играо је током целог првенства и дошао до злата. Медаље на светским шампионатима заокружио је бронзом у Будимпешти 2017. године. Првенство света 2019. пропустио је одлуком селектора да одмори стандардне играче.

### Европска првенства
Пуно више успеха имао је на европским такмичењима. Са шест наступа донео је четири злата и једну бронзу. На последњем шампионату Европе у Будимпешти постигао је пет голова, али није освојио медаљу.
Дебитантски наступ имао је у Загребу 2010 са којег је однео бронзу након чега су уследила четири злата. Прво у Ајндховену 2012, затим у Будимпешти 2014, па круна у Београду 2016. као загревање за олимпијски турнир. Последње злато освојио је у Барселони 2018. године.

### Остала такмичења
Србија је апсолутни владар када је у питању Светска лига, а Митровић је био члан тима који је освојио 11 медаља на овом ФИНА такмичењу. Од једанаест медаља, десет је златних уз бронзу из Подгорице 2009. Први трофеј освојио је на дебију за национални тим 2007. и од тада сваке године изузимајући 2012. и 2018. годину када нису играли завршницу. Победа у завршници Светске лиге 2019 над Хрватском му је и најдражи спортски догађај.
На Медитеранским играма је наступио 2009. и 2018. и оба пута освојио злато, док је у Светском купу играо само 2010. у Орадеи и освојио злато.

## Приватни живот
У браку са Рускињом Илинком има двоје деце.

## Клупски трофеји
- Евролига 2010/11. -  Шампион са Партизаном
- Лига шампиона 2018/19. -  Шампион са Ференцварошем
- Суперкуп Европе 2011/12. - Победник са Партизаном
- Суперкуп Европе 2017/18. - Победник са Ференцварошем
- ЛЕН Куп Европе 2016/17. и 2017/18. - Победник са Ференцварошем
- Првенство Србије 2006/07., 2007/08., 2008/09., 2009/10., 2010/11. и 2011/12. -  Шампион са Партизаном
- Куп Србије 2006/07., 2007/08., 2008/09., 2009/10., 2010/11. и 2011/12. - Победник са Партизаном
- Еуроинтер лига 2009/10. и 2010/11. - Победник са Партизаном
- Првенство Мађарске 2014/15. -  Шампион са Солноком, 2018/19. -  Шампион са Ференцварошем
- Куп Мађарске 2014/15. - Победник са Солноком, 2018/19. - Победник са Ференцварошем